# Frosthart
Als frosthart werden Pflanzen-Arten, -Populationen oder -organe bezeichnet, die gegen niedrige Temperaturen – einige Grad unter dem Gefrierpunkt des Wassers bis etwa −50 °C – unempfindlich sind. Der Begriff bezieht sich auf Pflanzen in ihrem natürlichen Umfeld, wogegen man bei importierten oder Gartenpflanzen eher von Winterhärte spricht.
Jede Pflanze hat einen für sie optimalen Temperaturbereich, der ihrem natürlichen Verbreitungsgebiet entspricht. Ist die Lufttemperatur zu hoch, erleidet sie einen Hitzeschock und stirbt im Extremfall ab. Wird der Bereich unterschritten, nimmt die Pflanze ebenfalls Schaden (s. a. Kälteschock) und stirbt ganz oder teilweise ab. Ein wichtiger Indikator ist z. B. die Sprossungstemperatur. Bei Pflanzen aus gemäßigten Breiten setzt das Streckungswachstum des Sprosses bei Temperaturen kurz über dem Gefrierpunkt ein, bei tropischen Arten erst bei 12–15 °C.
Die Frosthärte ist eine Eigenschaft fast aller mehrjährigen Pflanzenarten, die auf Breitengraden über etwa 40° leben. Sie hängt einerseits von der chemischen Konsistenz der Pflanzensäfte in Stamm, Stängel, Blättern usw. sowie von deren Bauweise ab, andererseits von der Versorgung mit Nährstoffen – insbesondere mit Kalium – ab. Dieses Element ist für die Regulierung des Wasserhaushaltes in den Zellen zuständig. Eine ausreichende bzw. zusätzliche Versorgung mit Kalium wirkt sich daher günstig auf die Frosthärte einzelner Pflanzen aus.
Zu den pflanzlichen Überlebensstrategien bei sehr tiefen Temperaturen siehe den Spezialartikel Kältestress bei Pflanzen.

## Wichtige Einflussfaktoren
Die Frosthärte hängt wesentlich von mehreren Faktoren ab:
- dem Bau der Pflanze und ihren Wurzeln
- der Art der Leitungsbahnen (Leitbündel) und ihren Flüssigkeitskonzentrationen
- den Assimilaten und dem Stoffwechsel
- der Bauweise von Blättern (bzw. Nadeln) und anderer Pflanzenorgane.

Eine große Rolle spielt auch der Ursprung der Pflanzen, denn dieselbe Art aus den Tropen oder Subtropen hat meist geringere Frosthärte als Pflanzen aus kälteren Regionen.
Doch kann man im Kulturland die Frosthärte auch mit der richtigen Pflege merklich beeinflussen.
Bis zu einigen Minusgraden können frostempfindliche Pflanzen überleben, wenn die Dauer der Unterkühlung nur kurz ist. Eine gewisse Rolle kann auch die Abhärtung spielen. Für strengeren Frost muss jedoch das Protoplasma der Zellen gefrierbeständig sein.

## Beispiele von Frostbeständigkeit
Apfel- und andere heimische Obstsorten sind fast alle ausgesprochen frosthart, etwas weniger Pfirsiche und Marillen, die beide oft zu Frostaufbruch an den Ästen oder dem Stamm neigen. Auch die in mittleren und höheren Breiten heimischen Sträucher haben Frosthärte bis etwa −20 °C oder kälter, während einjährige Pflanzen im Spätherbst meist abfrieren, verfaulen oder eintrocknen.
Auch bei den Palmen gibt es mehrere Dutzend frostharte Arten. Von den etwa 2000 tropischen Arten verlangen manche allerdings Mindesttemperaturen von 15 bis 20 °C. Doch gibt es darunter einige Arten, die zufolge ihrer Herkunft leichte bis mittlere Frostperioden ertragen. Zu ihnen zählt u. a. die Chinesische Hanfpalme (Trachycarpus fortunei), die z. B. in Ostasien und im Himalaja bis 2400 m Höhe vorkommt.